# 周陂镇
周陂镇，是中华人民共和国广东省韶关市翁源县下辖的一个乡镇级行政单位。

## 行政区划
周陂镇下辖以下地区：
周陂社区、礤下社区、光明村、高一村、高二村、阳东村、阳西村、洪兰村、新安村、藤山村、昆山村、双联村、双青村、龙田村、陈村、哈水村、黄河村、集义村、礤头村和礤下村。